# Озеро Ньяса (национальный парк)
Национальный парк озера Ньяса — национальный парк, расположенный в Малави на южной оконечности озера Ньяса в юго-восточной части страны. Его водная территория занимает лишь 0,3 % от общей площади озера (и, соответственно, только эта территория озера является охраняемой).

## История
В 1934 году несколько островов на озере были объявлены лесными заповедниками и заказниками для птиц. В 1972 году площадь охраняемых территорий была расширена, в неё включили мыс Маклир и ещё ряд территорий. 24 ноября 1980 года на этой территории был создан национальный парк. Парк был внесён в список Всемирного наследия ЮНЕСКО в 1984 году, став первым пресноводным озером, включённым в этот список. В заливе Монки-Бей на озере находится научно-исследовательская станция министерства рыбного хозяйства Малави.

## География
Это единственный национальный парк в Малави, созданный в целях охраны рыбы и водной среды обитания. Несмотря на это, национальный парк озера Ньяса включает изрядное количество суши, в том числе несколько небольших островов. Он также является местом обитания для таких животных, как бабуины. Крупный баобаб возрастом якобы более 800 лет, как говорят, был любимым деревом доктора Дэвида Ливингстона, который использовал его как место, рядом с которым читал проповеди и общался с другими миссионерами. Могилы пяти первых миссионеров также расположены в парке.
Многие эндемичные виды рыб делают озеро характерным примером специализированной эволюции, и за большое количество эндемичных видов его иногда называют «галапагосским»; всего здесь обитает порядка 1000 видов рыб, и около 90 % из них являются «местными». Озеро особенно славится количеством рыб семейства цихловых — здесь обитает около 400 их видов, или 30 % известных представителей данного семейства, из них 5 являются эндемичными.
На озере запрещена рыбалка с помощью каких-либо сетей, однако рыбачить удочками, в том числе с лодок, не запрещено.

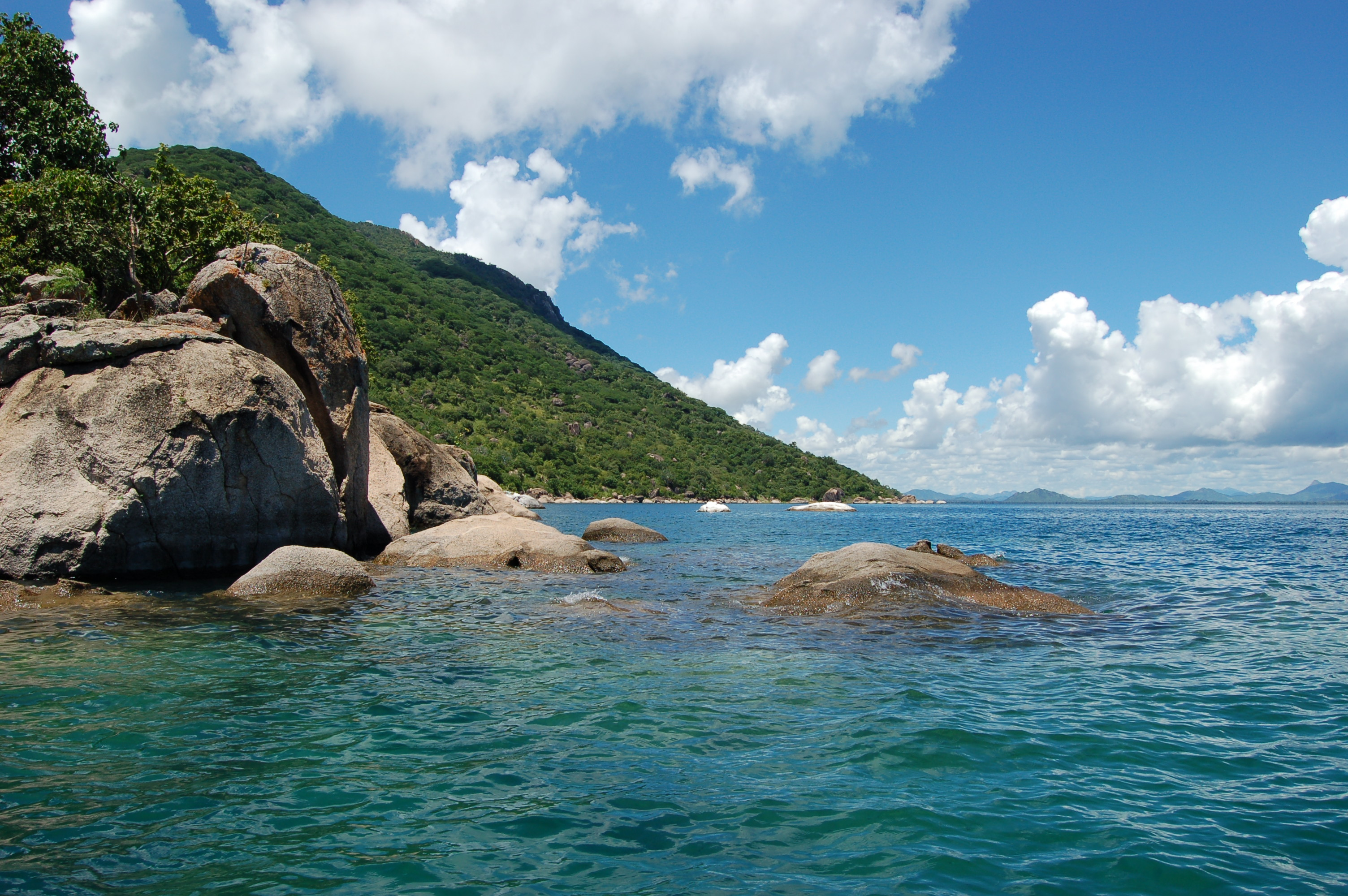
Мыс Маклир
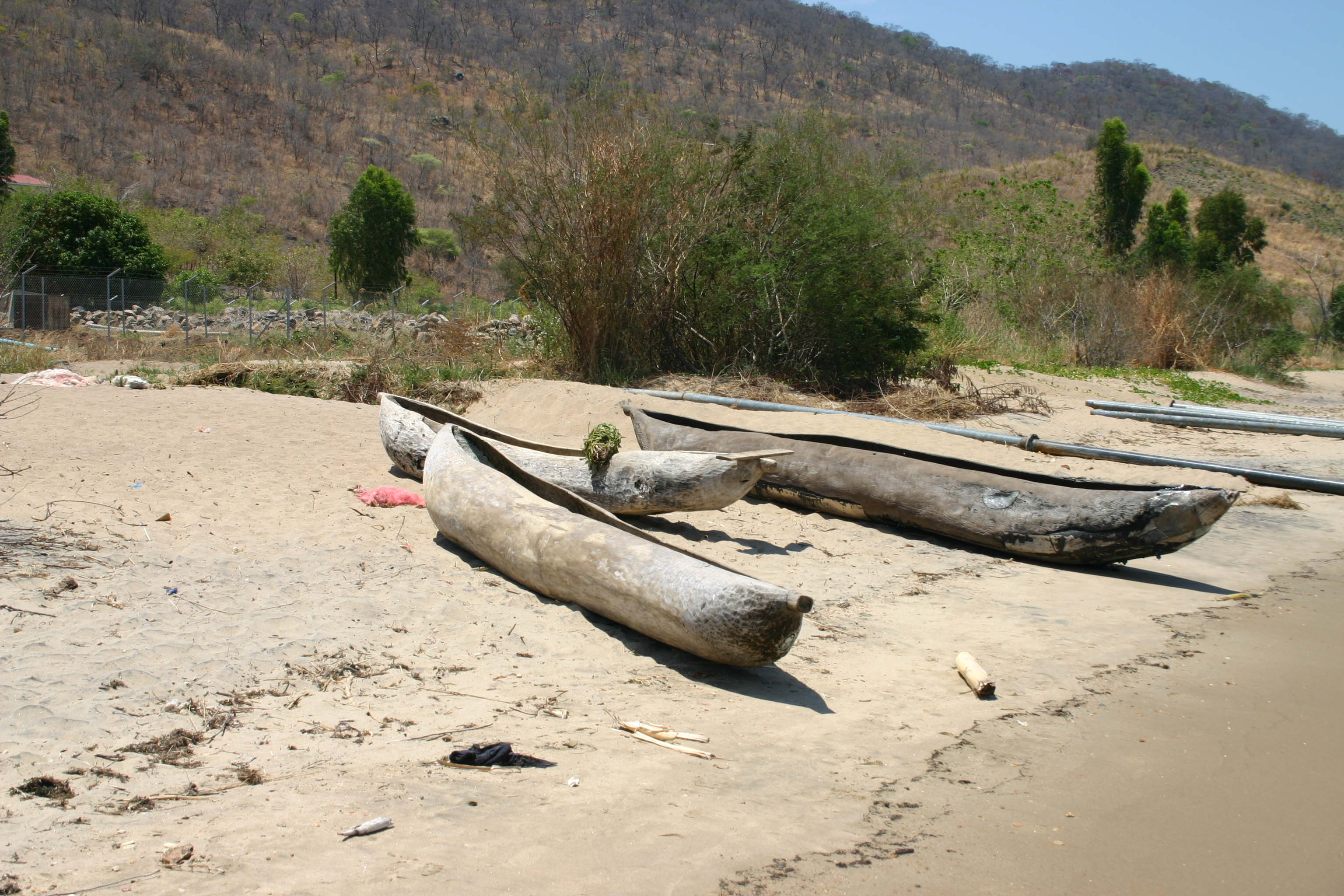
Лодки на берегу озера
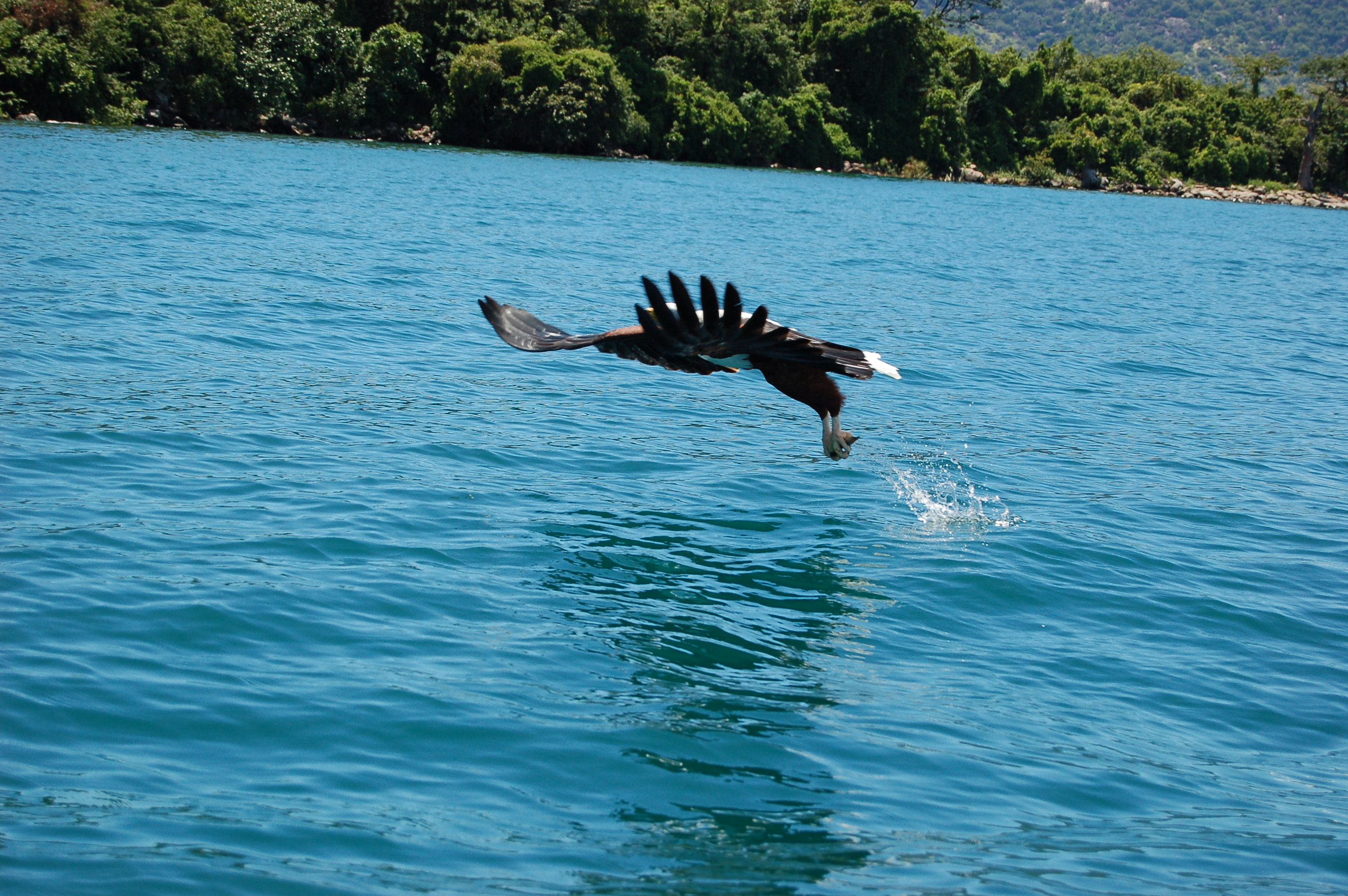
Орлан-крикун за рыбалкой
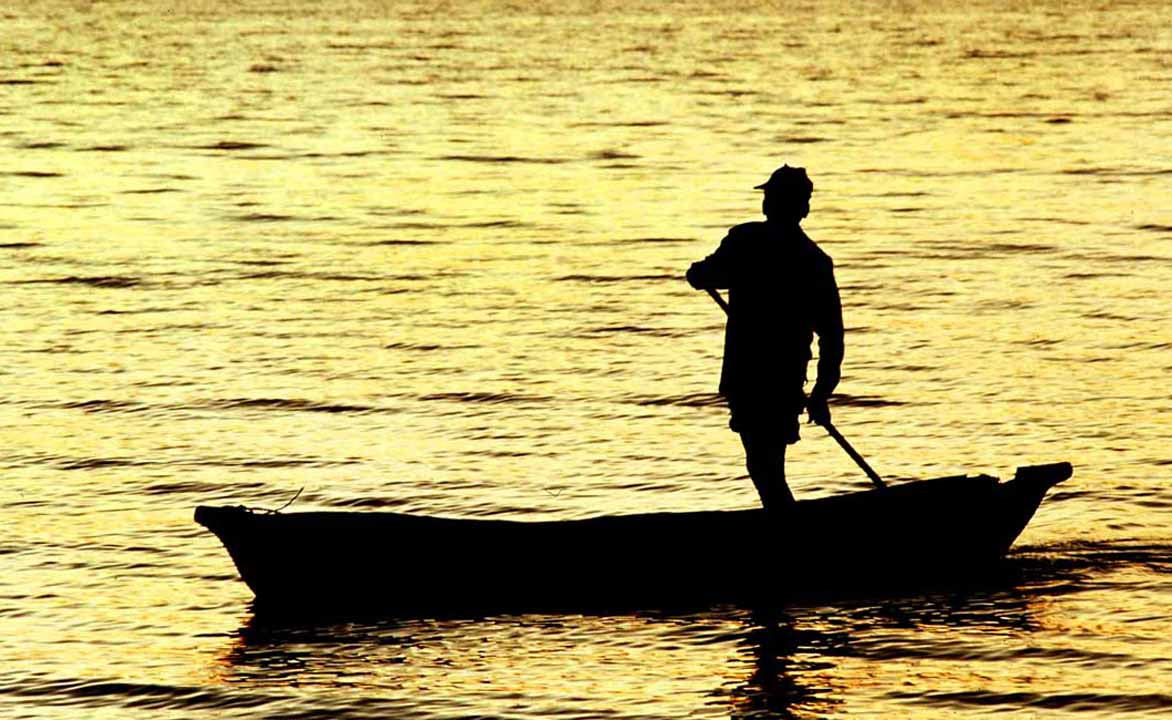
Рыбак на восходе